# Manuel Cardoni
Manuel Cardoni (* 22. September 1972) ist ein ehemaliger luxemburgischer Fußballspieler.

## Karriere

### Verein
Cardoni begann seine Profikarriere im Jahr 1990 beim US Rumelange, wo er zwei Jahre lang unter Vertrag stand, bis er 1992 bei Jeunesse Esch anheuerte. Dort wurde er Stammspieler und bestritt zwischen 1992 und 1996 93 Spiele und schoss dabei 30 Tore. Mit Jeunesse Esch gewann er auch die Nationaldivision 1995 und 1996. In diesen beiden Jahren wurde er auch Fußballer des Jahres in Luxemburg. 1996 wechselte er in die Fußball-Bundesliga zu Bayer 04 Leverkusen. Er war der dritte Spieler aus Luxemburg in der Bundesliga nach Nico Braun und Robert Langers. Jedoch bestritt er in zwei Jahren nur ein einziges Spiel.
1998 kehrte er wieder zurück zu Jeunesse Esch und gewann dort wieder in den Jahren 1999 und 2004 erneut die luxemburgische Meisterschaft. Hinzu kam noch der zweimalige Gewinn der Coupe de Luxembourg 1999 und 2000 sowie in denselben Jahren wieder die Auszeichnung als Luxemburgs Fußballer des Jahres.
2006 wechselte er zu seinem ersten Profiverein US Rumelange, wo er dann als Spielertrainer agierte. 2008 beendete er seine aktive Karriere als Fußballspieler.

### Nationalmannschaft
Cardoni gab sein Nationalmannschaftsdebüt im Jahre 1993 beim WM-Qualifikationsspiel gegen Island. Er bestritt im Laufe seiner Karriere 44 Qualifikationsspiele zu Welt- und Europameisterschaften. Sein letztes Länderspiel bestritt er 2004 im WM-Qualifikationsspiel gegen Liechtenstein.
In der Nationalmannschaft kam er auf 68 Spiele und fünf Tore.

## Trainer
Nachdem er 2008 seine aktive Spielerkarriere bei US Rumelange beendet hatte, wurde er Assistenzmanager. Zuvor war er von 2006 bis 2008 Spielertrainer bei seinem Verein. Von 2010 bis 2012 übernahm er wieder den Posten des Cheftrainers. Von 2014 bis 2021 war er Trainer der luxemburgischen U-19- sowie U-21-Nationalmannschaft.
Im Sommer 2021 übernahm Cardoni dann den Posten des Technischen Direktors beim Luxemburgischen Fußballverband. Er trat damit die Nachfolge von Reinhold Breu an, der nach zehn Jahren im Amt als Co-Trainer zu Austria Wien wechselte.

## Privates
Manuel Cardoni ist der Sohn von Furio Cardoni, einer der besten luxemburgischen Spielern in den 70ern.

## Titel und Erfolge
- Luxemburgischer Meister: 1995, 1996, 1999, 2004
- Luxemburgischer Pokalsieger: 1999, 2000
- Fußballer des Jahres in Luxemburg: 1995, 1996, 1999, 2000